# Scotorythra oxyphractis
Scotorythra oxyphractis là một loài bướm đêm trong họ Geometridae.